# Marion Township (comté de Lee, Illinois)
Pour les articles homonymes, voir Marion Township.
Marion Township est un township du comté de Lee dans l'Illinois, aux États-Unis,.

## Source de la traduction
- (en) Cet article est partiellement ou en totalité issu de l’article de Wikipédia en anglais intitulé « Marion Township, Lee County, Illinois » (voir la liste des auteurs).